# Dipòsit municipal d'aigua (Agullana)
El Dipòsit municipal d'aigua és un dipòsit noucentista del municipi d'Agullana (Alt Empordà) que forma part de l'Inventari del Patrimoni Arquitectònic de Catalunya.

## Descripció
Dipòsit situat a darrere el quarter de la Guàrdia civil. És de planta quadrada i disposa de tres graons de forma semicircular per a accedir-hi. El més interessant és la coberta amb cúpula de maó de quatre arestes i ceràmica d'escames vidriada. Aquesta senzilla construcció resulta un xic indicativa de les característiques de les darreres produccions d'Azemar, en les quals malgrat adoptar un nou llenguatge amb forta empremta noucentista es segueix mantenint un estil sobri i racionalista. Aquí això es palesa per la senzillesa dels elements decoratius (ciment amb forma de dent de serra als angles, impostes superiors amb peces romboïdals de ceràmica, teula àrab vidriada), els quals, malgrat tot, serveixen per subratllar plàsticament una construcció estrictament funcional.

## Història
Generalment s'atribueix a Josep Azemar. La hipòtesi és ben factible si tenim en compte que el mateix any 1912, aquest arquitecte figuerenc s'encarregà del projecte de la Societat La Concòrdia d'Agullana.